# 乔治·华莱士

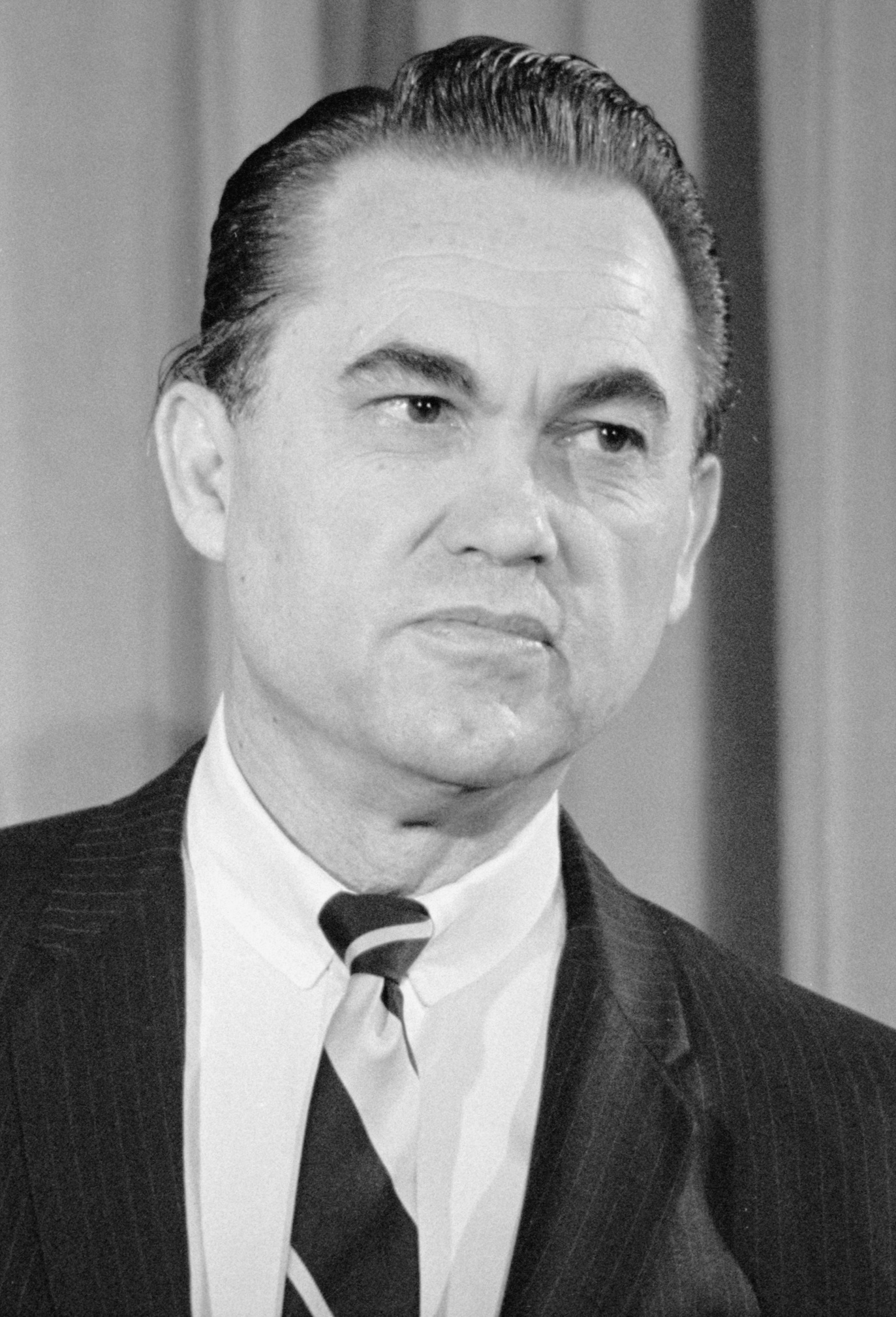
乔治·华莱士

小乔治·科利·华莱士（George Corley Wallace Jr.，1919年8月25日—1998年9月13日），出身美国阿拉巴馬州的律师、政治家，民主党成员，三度擔任亚拉巴马州州长。亦曾四次參選美國總統。在1960年代的非裔美國人民權運動期間，華萊士作為民主黨的代表名聲鵲起，代表民主黨的南方勢力及種族主義，曾為阻擋阿拉巴馬大學開放黑人入學而擋住校門。

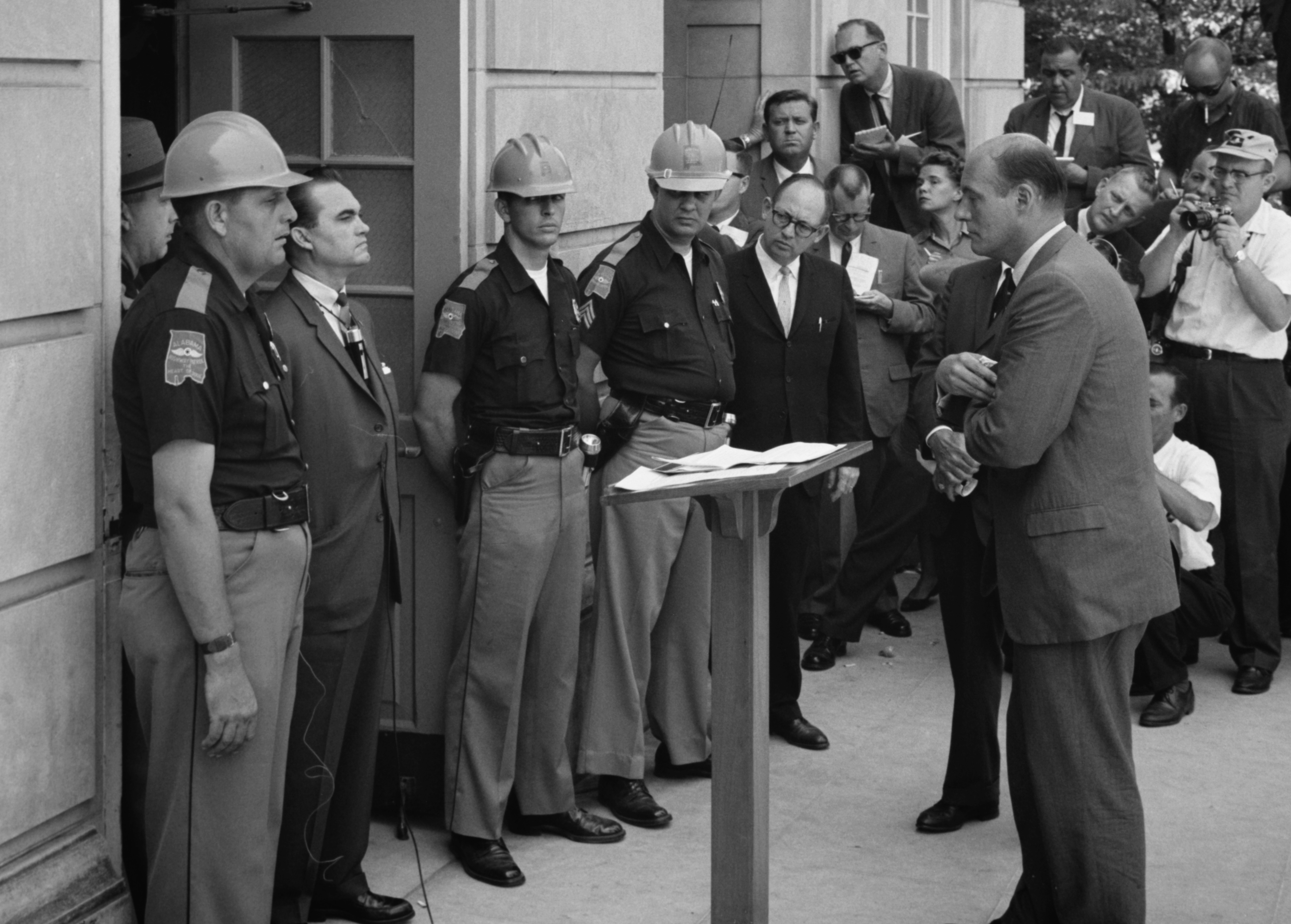
挡校门事件中的乔治·华莱士（左位於門口著西裝者）

1968年他脫離民主黨獨立參選總統，與共和黨的尼克森和民主黨的漢弗萊分庭抗禮，這次選舉由尼克森勝出。1972年參與民主黨總統候選人黨內初選期間遇刺，從此半身不遂。
他在1970年代轉變立場，向當年民權運動的支持者道歉，並支持民權運動。1982年再度當選任州長後，他讓黑人加入其政府。